# Kordiljere
Kordiljere (angleško American Cordillera – »Ameriške Kordiljere« ali Western Cordillera – »Zahodne Kordiljere«) so obširen sistem gorovij na zahodni polobli, ki se raztezajo skoraj neprekinjeno od Aljaske na severu do skrajnega juga Južne Amerike, verjetno pa prek grebena v Južnem oceanu še do Antarktičnega polotoka. S tem tvori »hrbtenico« Amerik in vzhodno polovico Pacifiškega ognjenega obroča.
Poimenovanje izvira iz španščine (cordilla - »vrvica«) in označuje sistem gorovij, kjer potekajo gorske verige vzporedno, z dolinami med njimi. V Severni Ameriki so del Kordiljer Skalno gorovje, Sierra Nevada in druga vzporedna gorovja (Kaskadno gorovje, Obrežno gorovje, Mackenziejevo gorovje v Kanadi in Aljaško gorovje) v Južni Ameriki pa glavnino tvorijo Andi v obliki vzporednih gorskih verig v smeri sever–jug.